# راؤول دي أرماس
راؤول دي أرماس هو مهندس معماري كوبي، ولد في 1941.